# Kościół Miłosierdzia Bożego w Głogowie

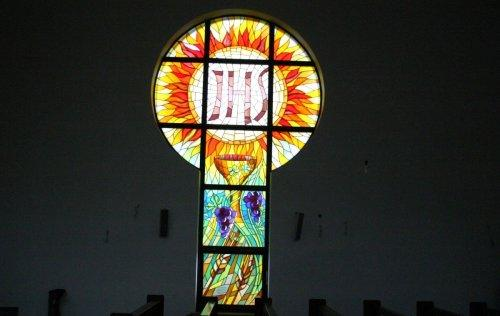
Witraż

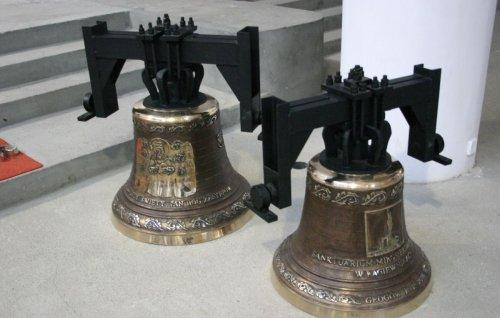
Dzwony

Kościół pw. Miłosierdzia Bożego w Głogowie – rzymskokatolicka świątynia pod wezwaniem Miłosierdzia Bożego w Głogowie, w diecezji zielonogórsko-gorzowskiej.
Jest to jeden z największych obiektów w tym mieście, znajduje się na Osiedlu Piastów Śląskich (II). Budowę rozpoczęto w roku 1987 i trwa ona nadal. Dnia 1 maja 1989 r. Bp Józef Michalik poświęcił plac pod budowlę, a 8 lipca 1989 r. tymczasową kaplicę, mieszczącą 420 osób. Pod kaplicą, w garażach, urządzono salki katechetyczne i kancelarię.

## Historia
Parafia Miłosierdzia Bożego powstała z podziału parafii pw. św. Mikołaja w Głogowie, dając podwaliny pod ośrodek duszpasterski na nowym osiedlu Piastów Śląskich. Decyzją z sierpnia 1987 r. ówczesnego biskupa Józefa Michalika, ks. kan. mgr Janusz Idzik – przyszły proboszcz mającej powstać na mapie miasta nowej parafii, przybył do Głogowa w 1987 r., by zająć się organizacją i budową nowego ośrodka parafialnego.
Dnia 30 listopada 1987 r. pozytywnie rozpatrzono lokalizację nowego Ośrodka Duszpasterskiego w Głogowie. Decyzją Wydziału Urbanistyki, Architektury i Nadzoru Budowlanego Urzędu Miejskiego w Głogowie z dnia 14 grudnia 1987 r., zgodnie z materiałami do aktualizacji planu ogólnego miasta Głogowa, wraz z zatwierdzoną koncepcją osiedla Piastów Śląskich w Głogowie, zatwierdzono plan realizacyjny budowy Ośrodka Duszpasterskiego na osiedlu Piastów Śląskich. Następnie Wydział Geodezji i Gospodarki Gruntami Decyzją Urzędu Miejskiego w Głogowie w dniu 8 stycznia 1988 r. przekazał parafii św. Mikołaja nieruchomość będącą własnością Skarbu Państwa – grunty o powierzchni 90 arów 78 m².
Pół roku później, dnia 13 czerwca wydano pozwolenie na budowę sieci zewnętrznych wodno-kanalizacyjnej, przyłącza sieci gazowej, mediów, a także Domu sióstr – obiektu nr 5. Plac budowy został poświęcony 1 maja 1988 r., zaś pierwsze prace rozpoczęły się wiosną roku następnego. W tym okresie Eucharystia i nabożeństwa odprawiane były jedynie okolicznościowo. Od Wielkanocy 1988 r. msze święte były odprawiane w każdą niedzielę i święta przy ołtarzu polowym na placu, na którym trwały wstępne prace budowlane, wszystko więc odbywało się jeszcze w prowizorycznych polowych warunkach. W następnym roku stało się możliwe celebrowanie Najświętszej Ofiary w jednym z dużych pomieszczeń budowanego ośrodka.
Dnia 1 maja 1989 r. bp Józef Michalik ponownie poświęcił plac budowy, a 8 lipca 1989 r. tymczasową kaplicę, mieszczącą się w wybudowanym domu sióstr. Kaplica mieściła 420 osób. Pod kaplicą, w garażach, urządzono salki katechetyczne i kancelarię.
Projektantem kościelnego kompleksu jest dr hab. inż. arch. Marian Fikus z Poznania wraz z zespołem: inspektorem zespołu inż. Adamem Olizarowskim i kierownikiem budowy mgr inż. Leszkiem Idzikiem. Kompleks parafii zaprojektowany był z rozmachem i ciekawą koncepcją architektoniczną. Ideą założenia było uformowanie zespołu na zasadzie wpisania w stok i wykorzystanie jego naturalnych walorów: takie kształtowanie bryłowe, by współtworzyło przestrzeń miejską ulic i placów oraz nawiązywało do tradycji polskiej architektury sakralnej. Realizacja projektowa idei w strukturze urbanistycznej współgra z koncepcją w planie.

## Architektura
Oś główna założona została zaprojektowana prostopadle do warstwy stoku. Miała ona wyznaczać oś nawy głównej, schody, basztę wejścia dolnego i wejścia głównego od strony placu. Podkreślają ją detale górne ścian szczytowych w kalenicy. Osie lokalne ze wszystkich ulic osiedla zamykane są elementami ważnymi architektonicznie: szczytem kaplicy dziennej, wyróżnikami w sąsiadującej zabudowie mieszkaniowej, dzwonnicą. Najwyższa znacząca bryła kościoła w górnej części stoku ma podkreślić naturalny układ hipsometryczny. Zlokalizowana asymetrycznie dzwonnica dodatkowo wzbogaci się południową pierzeją placu miejskiego, kształtowaną przez główną fasadę kościoła.
Zespół oświatowy, dom zakonnic, plebania, jako obiekty dwukondygnacyjne, stanowią bazę masywu kościoła, także wpisaną we wznoszący się od skrzyżowania do placu stok. Narastanie brył podkreślono dodatkowo murami i skarpami terenowymi. Kościół i wejście główne od strony placu, poprzez obniżoną piazettę, sygnalizują wejście na teren sacrum. Zespół oświatowy wraz ze ścianą południowo-zachodnią kościoła, tworzy dziedziniec górny z wejściem do szkoły, odizolowanym od ruchu ulicznego. Funkcje mieszkalne i biura parafii uformowane w literę C tworzą wirydarz plebanii, znajduje się tam ogród. Plebania i kaplica dzienna oraz boczna ściana kościoła kształtują pierzeję ulicy osiedlowej łączącej plac z ulicą główną. Powiązanie wejścia północnego od strony skrzyżowania z dziedzińcem szkolnym oraz z placem miejskim zapewniono poprzez wirydarz dolny otoczony murem od ul. Królowej Jadwigi. Plac gospodarczy przy plebanii od strony północnej został obniżony i osłonięty murem oporowym ze skarpą. Przewidziano parkingi od strony zachodniej oraz drogę procesyjną.

## Otoczenie
W skład ośrodka duszpasterskiego wchodzą takie obiekty, jak: dom sióstr (325 m²), plebania (887 m²), kościół (2170 m²), schronisko dziennego pobytu dla dzieci szczególnej troski w miejsce zespołu oświatowego (651 m²), biura parafialne (118 m²), dzwonnica (36 m²) oraz baszta (49 m²). Kubatura całości to: 27 770 m³.
W dolnym kościele (projekt i wystrój wykonał arch. Leszek Idzik) przedstawiony jest Jezus Miłosierny przychodzący do mieszkańców osiedla Piastów Śląskich. Kościół służy społeczności parafialnej od 6 listopada 1994 r. Na uwagę zasługuje obraz Matki Boskiej Częstochowskiej namalowany przez artystę malarkę Aurelię Organową z Częstochowy, oraz figurka Matki Boskiej przywieziona z Fatimy przez Andree Ramuz ze Szwajcarii.
W Ośrodku Duszpasterskim prowadzona jest działalność religijna i społeczno-charytatywna.
Oprócz dwukondygnacyjnej świątyni w skład ośrodka wszedł jeszcze duży obiekt domu parafialnego mieszczący liczne pomieszczenia i sale oraz plebania. Dolny Kościół został oddany do użytku w listopadzie 1994 r. Prace budowlane w pierwszych etapach szły bardzo sprawnie i dynamicznie. Związane to było nie tylko z wielkim zaangażowaniem mieszkańców osiedla i ich pracą społeczną, ale również z dość dobrą sytuacją finansową rodzin.